# Diméthyltryptamine
Ne doit pas être confondu avec 5-MeO-DMT.
Pour les articles homonymes, voir DMT.
La diméthyltryptamine (N,N-diméthyltryptamine) ou DMT est une substance psychotrope puissante (présente de façon naturelle dans plusieurs plantes dont les Psychotria ou Anadenanthera, mais existant aussi sous forme synthétique). Elle est considérée comme un stupéfiant dans certains pays. Se présentant pure sous forme cristalline et généralement fumée, elle procure un effet hallucinogène quasi immédiat et de courte durée ainsi qu'une expérience de mort imminente dans certains cas.

## Historique
La substance est synthétisée pour la première fois en 1931, par le chimiste organicien canadien d'origine berlinoise Richard Helmuth Frederick Manske (1901-1977). R. Manske étudie à l'époque un tout autre alcaloïde, toxique, proche de la strychnine. Aucune activité psychotrope n'est alors soupçonnée lors de ses travaux.
En 1946, le chimiste et microbiologiste Oswaldo Gonçalves de Lima (1908-1989) s'intéresse au vinho de Jurema, boisson préparée à partir de l'écorce de racines de Mimosa hostilis. Il en extrait une substance qu'il nomme nigérine. Cette substance sera identifiée en 1959 comme étant la même que celle isolée des graines d'Anadenanthera peregrina en 1955 : la N,N-Diméthyltryptamine
C'est en 1956 que le psychiatre et chimiste hongrois Stephen Szára (1923 - 2021) découvre les effets psychotropes de la DMT

## Chimie
La DMT est un dérivé de la tryptamine (composé aromatique) dans lequel les atomes d'hydrogène de l'atome d'azote situé à l'extrémité de la chaîne carbonée sont remplacés par des groupes méthyle.
Elle a pour formule semi-développée C8H6N-(CH2)2-N(CH3)2.
Sa structure chimique est proche de la psilocine ou la sérotonine.

### Synthèse
La diméthyltryptamine peut être produite à partir de l'indole. La synthèse comprend l'utilisation successive d'iodure de méthylmagnésium et de 2-(diméthylamino)chloroéthane dans le benzène.
Autrement, il est aussi possible de l'obtenir à partir du tryptophol, de chlorure de méthanesulfonyle, de diméthylamine et de N,N-diisopropyléthylamine.

### Production par le corps humain
Certaines recherches tendent à montrer que la DMT est produite naturellement en très petites quantités par la glande pinéale, connue également sous le nom d'épiphyse. Habituellement, cette glande produit de la mélatonine, molécule de l'horloge biologique, mais avec un fort stress hormonal, certains auteurs suggèrent qu'elle stopperait cette synthèse pour produire de la DMT endocrine,.
Des concentrations infimes de DMT ont été détectées dans le cerveau, mais elles ne sont pas suffisantes pour produire des effets psychoactifs. Il y a des explications alternatives pour expliquer comment le stress et la mort imminente peuvent produire des états de conscience altérés sans invoquer l’intermédiation de DMT.

## Usage traditionnel

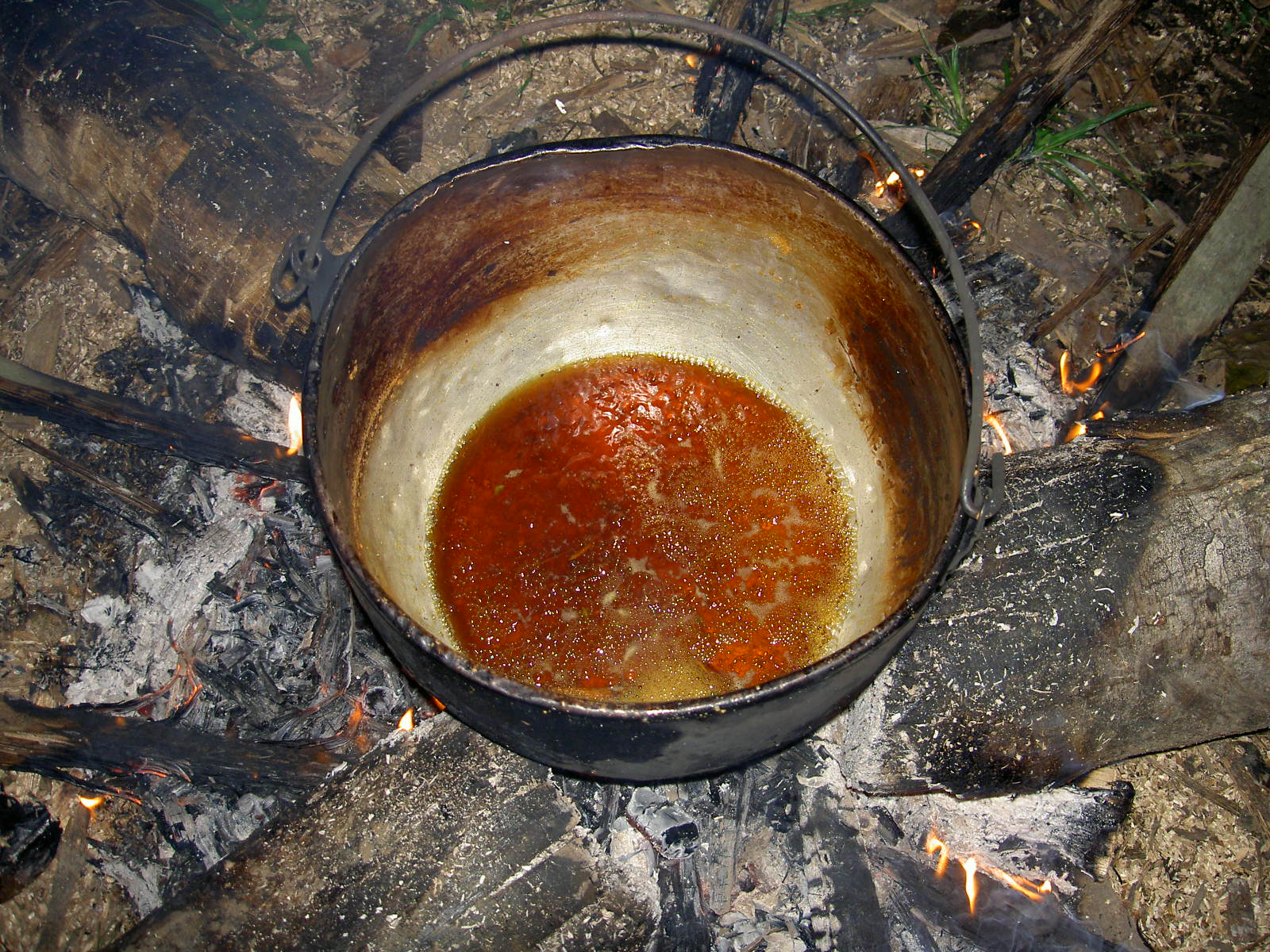
Récipient contenant de l'ayahuasca, une boisson à base de DMT et d'IMAO.

Son usage pour ses propriétés psychotropes remonte à plusieurs millénaires,,.
En effet, elle est présente à l'état naturel dans de nombreuses plantes, dont certaines entrent dans la composition de préparations hallucinogènes artisanales comme le breuvage ayahuasca ou la poudre à priser yopo, qui sont utilisés lors de cérémonies rituelles chamaniques.

## Usage détourné et récréatif

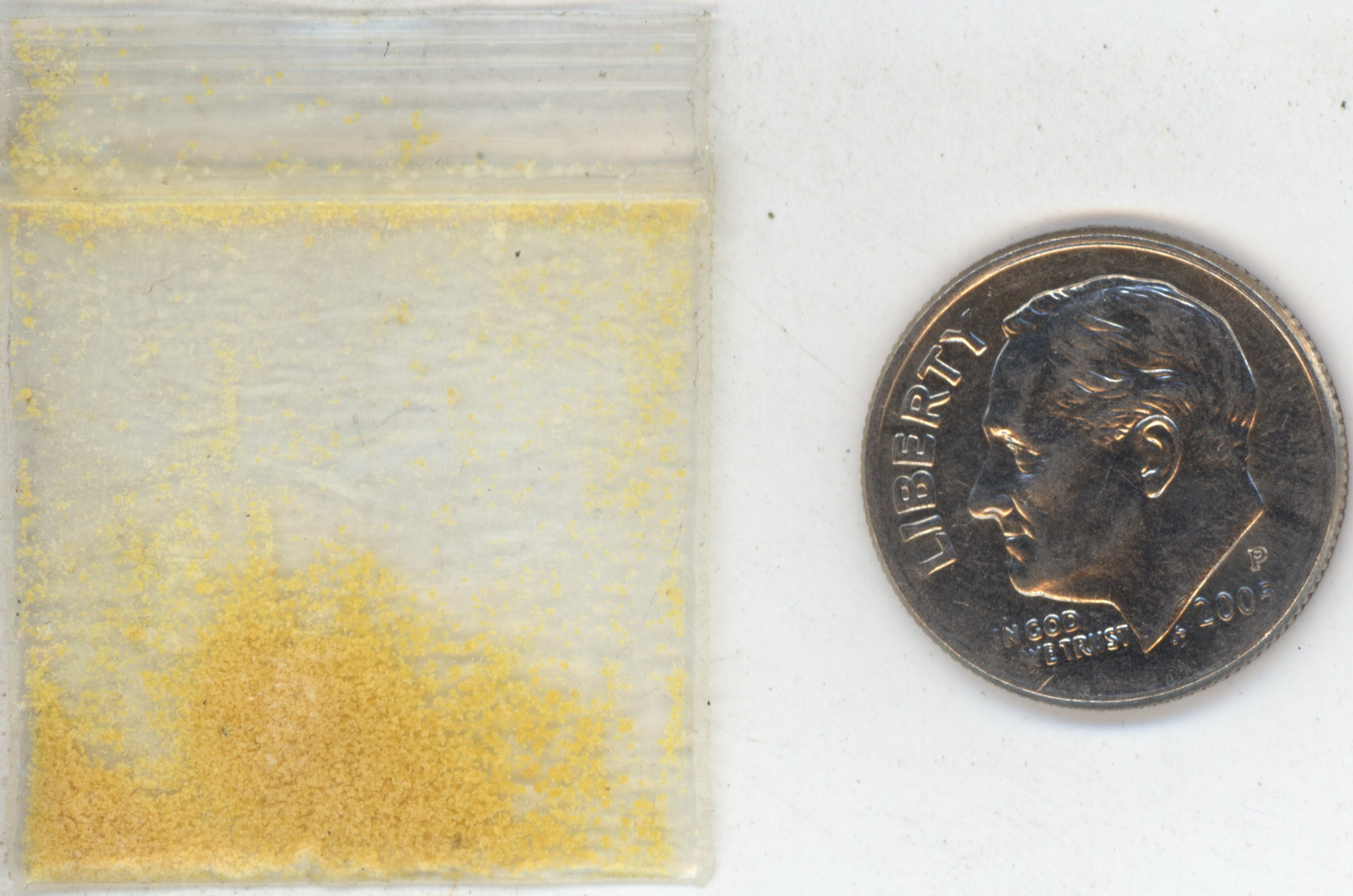
Sachet de DMT sous forme poudreuse.

### Habitudes de consommation
La diméthyltryptamine se prend généralement par doses de dix à soixante milligrammes, fumée dans une pipe en verre avec une paille de fer. Le produit est chauffé à travers le verre (de manière à ne pas le brûler) et le liquide obtenu (une fois fondue, la DMT est huileuse) coule dans la paille de fer. La paille de fer est alors chauffée et la DMT est fumée. Les effets seraient plus intenses quand la fumée est prise en une seule fois. Il s'agit ici du même principe que pour fumer de la cocaïne au stade de base libre (dite free base) ainsi que pour inhaler la grande majorité des psychotropes se présentant sous forme de cristaux, car en général, de telles substances ne sont pas solubles dans l'eau – donc ni dans les muqueuses nasales (insufflation ou sniff), ni dans le sang (injection), ce qui laisse le choix soit de les fumer de la sorte, soit, dans le cas précis de la DMT, de l'ingérer en la mélangeant avec une source d'IMAO (en général l'harmine). Cette dernière préparation est alors connue sous le nom d'ayahuasca, ou yagé.
Une autre méthode d'absorption de la DMT en la fumant consiste à diluer les cristaux dans du méthanol, et à laisser tremper des feuilles d'une plante quelconque dans la solution DMT + méthanol. Une fois le méthanol totalement séché, la plante « enrichie » à la DMT peut être fumée en joint, mélangée à du tabac par exemple, ou dans une pipe, pipe à eau, ou bong. Cette technique de préparation est appelée changa.
La DMT peut aussi être vaporisée à l'aide d'un vaporisateur.
La prise par simple ingestion des cristaux de DMT purs est inefficace car une enzyme de l'estomac, la monoamine oxydase, transforme la molécule en métabolites inactifs. Dans ce cas, il est nécessaire d'y adjoindre un inhibiteur de monoamine oxydase, qui bloque cette enzyme, pour ressentir les effets de la DMT. C'est cette combinaison précise qui caractérise l'ayahuasca, décoction rituelle sud-américaine se présentant sous forme de breuvage et dont l'usage traditionnel est attesté depuis au moins deux mille ans. La découverte et la maîtrise par les tribus du bassin amazonien d'un processus chimiquement aussi complexe continue d'interroger la communauté scientifique.
Enfin, la diméthyltryptamine peut être consommée par injection intraveineuse. Pour cela, il faut en mélanger les cristaux à de l'acide fumarique, afin d'obtenir un sel de DMT soluble dans l'eau : le fumarate de DMT, dont la prise en insufflation ou sniff est également possible.
Les utilisateurs de la diméthyltryptamine relatent être attirés par l'effet immédiat, bref et intense, qu'induit la drogue, par son absence d'effets secondaires notables après la prise ainsi que par les expériences sensorielles uniques et hors normes que la substance peut procurer, en particulier celles de mort imminente ou d'extase spirituelle, cette dernière étant souvent décrite comme proche de l'illumination mystique.

### Effets et conséquences
Fumée, la diméthyltryptamine procure un effet hallucinogène quasiment immédiat, parfois même avant d'avoir terminé la pipe. Les phases sont :
- une « montée » de quelques secondes ;
- un « plateau » d'environ dix à vingt minutes ;
- une « descente » de quelques minutes, au cours desquelles le consommateur retrouve progressivement sa vision et ses sens.

Les effets seraient très visuels, avec une altération de la vision (déformation des images) et des hallucinations faisant intervenir des couleurs et des éclairs. Des sensations tactiles sont également rapportées. Certains consommateurs évoquent une expérience de mort imminente durant quelques minutes, ainsi que la fréquente rencontre avec des « anges », des « esprits », des « extraterrestres » ou autres « entités supérieures ». Il est à noter que dans la grande majorité des cas, les utilisateurs témoignent d'un contact apaisant et bienveillant avec une « dimension » en temps normal invisible et inaccessible à la conscience – une expérience dont certains groupes religieux sud-américains en particulier déclarent qu'elle peut mener à une élévation morale, un sentiment d'harmonie avec l'univers ou à une extase mystique.
Les effets physiques comprennent l'hypertension artérielle, la tachycardie et une mydriase.
Les recherches n'ont pas décelé d'effets secondaires de la diméthyltryptamine, que ce soit après la prise ou en cas de consommation chronique. Le déclenchement d'une schizophrénie ou d'une paranoïa chez les sujets prédisposés est imputé à la substance (selon l'avis du Centre d'accueil et d'aide aux toxicomanes et à leurs familles, association française à but non lucratif) mais aucune étude n'a permis de confirmer cette hypothèse.
Sa tolérance est faible pour un hallucinogène et n'est pas croisée avec celles des autres hallucinogènes.

## Production et trafic
À l'échelle du marché noir mondial, la DMT reste peu répandue et difficile à se procurer. Les revendeurs de drogues et autres substances illicites comme la cocaïne ou l'ecstasy n'en disposent que très exceptionnellement.
Il n'y a que dans certains pays d'Amérique du Sud comme le Brésil ou le Pérou, où la DMT est le principe actif majeur de la préparation communément nommée « ayahuasca » et fait de facto l'objet d'un usage traditionnel à la fois cultuel et culturel, que son accès est facilité. Cela dit, la substance n'y est jamais consommée pure, isolée de ce breuvage chimiquement complexe ou appréhendée indépendamment de celui-ci. Tout semble donc indiquer que sa forme synthétique cristalline pure y soit aussi rarement disponible que dans le reste du monde.

## DMT dans la culture populaire
Certains écrivains ont relaté leurs expériences supposées avec la diméthyltryptamine, en particulier Terence McKenna et Jeremy Narby. Le premier auteur décrit la rencontre avec des « elfes mécaniques en mutation » (« self-transforming machine elves ») ; d'autres font état de communication avec des intelligences non humaines.
Sur un plan scientifique, le psychiatre et pharmacologue américain Rick Strassman est l'auteur de l'ouvrage La Molécule de l'esprit (The Spirit Molecule), un rapport de ses recherches sur les effets de la DMT sur des sujets humains.
Bernard Werber, dans son livre L'Ultime Secret, émet l'hypothèse qu'à l'instant précis de la mort, la glande pinéale décharge une plus grande dose de diméthyltryptamine dans le cerveau, rendant le passage de vie à trépas moins pénible. Cette hypothèse expliquerait cette sensation de mort imminente relatée par certains utilisateurs de la DMT.
Dans le film Enter the Void de Gaspar Noé, une très longue séquence tente de reproduire les effets de la DMT sur la conscience. Gaspar Noé aurait déjà consommé de la DMT.
L'écrivain anglais Geoff Dyer relate une expérience à la DMT dans son livre Les derniers jours de Roger Federer (2022).
Adepte autoproclamé de la substance, le réalisateur Jan Kounen y a consacré un documentaire complet, D'autres mondes (2004), et il évoque aussi l'action de la molécule dans son film Blueberry, l'expérience secrète, sorti la même année.
Hunter S. Thompson y fait référence dans Las Vegas Parano, où il déclare être nostalgique de l'époque où la DMT « courait les rues de San Francisco ».
La série TV américaine Limitless (2015) y fait référence sous le nom de « NZT », en plus d'évoquer l’expérience MK-Ultra (voir le livre Champs de ténèbres d'Alan Glynn).
Sense8, une série télévisée de Lana et Lilly Wachowski, y fait également référence dans son premier épisode.
Chambers, une série de Leah Rachel produite et diffusée sur Netflix (2018) met en scène les effets de la DMT sur le personnage de Sasha (Sivan Alyra Rose), dans l’épisode 9 de la Saison 1.
Le peintre et chaman péruvien Pablo Amaringo (1938-2009) a consacré sa vie à représenter picturalement les visions psychédéliques induites par la DMT, qu'il consommait dans le cadre de son  utilisation traditionnelle de l'ayahuasca. Son style graphique jouit d'une popularité certaine en Amérique du Sud, au point où celui-ci a fait école parmi les ayahuasqueros locaux.
Au Brésil, au Pérou et dans quelques-uns des pays limitrophes, la DMT est le principe actif essentiel du breuvage susmentionné, l'ayahuasca, qui est consommé rituellement par un grand nombre de communautés indigènes de l'Amazonie depuis des milliers d'années, et depuis le XXe siècle par plusieurs groupes religieux tels que l'Église de Santo Daime et l'Union du végétal (UDV). Jouissant d'un statut légal particulier, localement autorisée, la boisson contenant la molécule y est sacralisée, et elle peut y faire autant l'objet d'un culte que d'un commerce parfois douteux tourné vers les voyageurs occidentaux à la recherche d'expériences inédites.
D'une manière générale, la DMT connaît un fort regain d'intérêt au niveau international depuis quelques années, que ce soit sur un plan scientifique (pour ses possibles applications thérapeutiques) ou culturel (pour l'attrait que la substance exerce sur une partie de la population mondiale). Sur le continent américain et dans les pays européens, on constate globalement qu'un nombre croissant d'émissions, documentaires et œuvres de fiction est consacré à la substance et ses effets, en particulier dans son usage traditionnel venu d'Amérique du Sud. Ce phénomène s'observe notablement sur Internet, à travers la diffusion de contenu audiovisuel sur les plateformes comme YouTube et autres services de vidéo à la demande tels que Netflix, ainsi que sur certaines chaînes payantes nationales.

## Législation
La DMT est répertoriée dans la Convention sur les substances psychotropes de 1971 ce qui rend son usage règlementé et surveillé ; dans certains pays, sa possession, sa consommation ou son trafic peuvent être interdits. Les peines encourues par les contrevenants peuvent inclure la prison ferme.

### Au Canada
La diméthyltryptamine est régie au Canada par la Loi règlementant certaines drogues et autres substances et est classée comme une substance de l'Annexe III.. Sa possession et son trafic y sont passibles d'une peine d'amende ou de prison, allant jusqu'à dix ans de prison ferme pour son trafic.

### Aux États-Unis
Elle est régie par la Loi sur les substances contrôlées (Controlled Substances Act) et fait partie des Schedule I Drugs au même titre que l'héroïne ou l'ecstasy. Sa possession et son trafic sont passibles de prison.

### En France
La DMT est inscrite au registre des stupéfiants.

### En Suisse
La DMT est listée dans le tableau des stupéfiants, des substances psychotropes, des précurseurs et des adjuvants chimiques. Elle est donc interdite au sens de la loi du 3 octobre 1951 sur les stupéfiants.